# Sportåret 1840

## Händelser

### Boxning

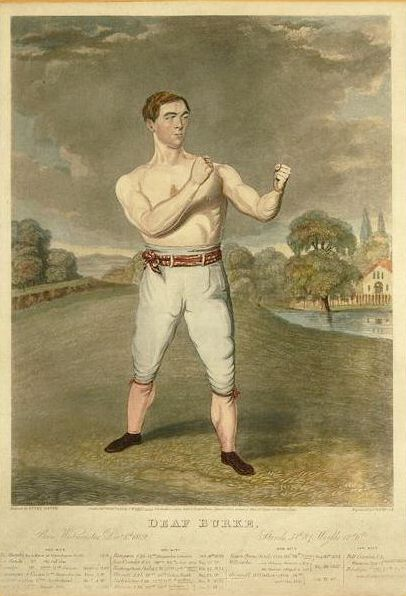
James Burke.

- 22 september – Nick Ward besegrar James Burke i Lillingstone Lovell och tar över den engelska mästerskapstiteln i tungvikt. Matchen varar i två timmar och 18 minuter över 17 ronder. Burke diskas på uppmaning av Wards supportrar på grund av ett påstått regelbrott.[1]

- 26 oktober – Ben Caunt besegrar Bill Brassey i Six Mile Bottom. Matchen varar i en och en halv timme över 101 ronder.[2]

### Rodd
- 15 april – Cambridge vinner universitetsrodden över Oxford. Ställningen är därmed 3–1 till Cambridge.[3]